# Adalhard (Babenberger)
Adalhard († 903) war ein Mitglied des fränkischen Geschlechtes der Babenberger. Er war der Sohn des Markgrafen Heinrich I. von Babenberg und der Judith von Friaul.
Während der Babenberger Fehde wurde er 902 von den Konradinern festgenommen und in Forchheim hingerichtet.
| Personendaten    | Personendaten                                         |
| ---------------- | ----------------------------------------------------- |
| NAME             | Adalhard                                              |
| KURZBESCHREIBUNG | Mitglied des fränkischen Geschlechtes der Babenberger |
| GEBURTSDATUM     | 9. Jahrhundert                                        |
| STERBEDATUM      | 903                                                   |